# Helmut Rannacher
Helmut Rannacher (* Juni 1940 im Erzgebirge) ist ein deutscher Politikwissenschaftler. Von 1995 bis 2005 war er Präsident des Landesamtes für Verfassungsschutz Baden-Württemberg.

## Leben
Rannacher flüchtete 1957 aus der DDR in die Bundesrepublik Deutschland. An der Eberhard Karls Universität Tübingen studierte er Politikwissenschaft, Geschichte und Russisch. 1970 reichte er am Fachbereich Sozial- und Verhaltenswissenschaften/Pädagogik der Universität Tübingen seine Dissertationsschrift zum Dr. phil. ein über das Thema Das konfessionelle Gleichgewicht als Strukturproblem der Christlich-Demokratischen Union Deutschlands.
Ab 1971 arbeitete er für den baden-württembergischen Verfassungsschutz. Unter anderem leitete er die Abteilung Auswertung/Extremismus/Terrorismus. Ab 1995 bis zu seiner Pensionierung im Sommer 2005 war er Präsident des Landesamtes für Verfassungsschutz Baden-Württemberg. Sein Vorgänger war Eduard Vermander, sein Nachfolger Johannes Schmalzl.
Am 18. Juli 2012 berief der Innenminister Sachsens, Markus Ulbig, Rannacher in eine unabhängige Kommission zur Neuordnung des Landesverfassungsschutzes, die infolge erheblicher Pannen bei den Ermittlungen zur terroristischen Neonazi-Gruppe Nationalsozialistischer Untergrund (NSU) eingerichtet wurde. Wenige Tage vor der Berufung der Kommission war der Präsident des sächsischen Landesamtes für Verfassungsschutz, Reinhard Boos, zurückgetreten. Neben Rannacher gehören der Kommission die ehemalige Generalbundesanwältin Monika Harms und der ehemalige Präsident des Sächsischen Rechnungshofes Franz Josef Heigl an.
Ehrenamtlich ist Rannacher Beiratsvorsitzender des Projektes „Mit Zivilcourage gegen Extremismus“ der Baden-Württemberg Stiftung. Er ist Mitglied der CDU.